# Kolmogorow-Verteilung
In der Testtheorie, einem Teilgebiet der mathematischen Statistik, ist die Kolmogorow-Verteilung eine stetige Wahrscheinlichkeitsverteilung, die als Grenzverteilung einer Teststatistik des Kolmogorow-Smirnow-Anpassungstests für einen über alle Grenzen wachsenden Stichprobenumfang auftritt.

## Definition
Eine stetige Zufallsvariable {\displaystyle X} heißt Kolmogorow-verteilt, falls sie die Verteilungsfunktion
{\displaystyle P(X\leq x)=K(x):={\begin{cases}1-2\sum \limits _{k=1}^{\infty }(-1)^{k-1}e^{-2k^{2}x^{2}}&{\text{für }}x>0\\0&{\text{für }}x\leq 0\end{cases}},\quad x\in \mathbb {R} }
hat.
Die zugehörige Wahrscheinlichkeitsverteilung heißt Kolmogorow-Verteilung.

## Eigenschaften

Kolmogorow-Verteilungsfunktion (rot) und (blau)

Eine alternative Summendarstellung der Verteilungsfunktion ist
{\displaystyle K(x)={\frac {1}{x{\sqrt {2\pi }}}}\sum _{k=1}^{\infty }\exp \left(-{\frac {(2k-1)^{2}\pi ^{2}}{8x^{2}}}\right),\quad x>0\;.}
Diese alternative Darstellung ist für numerische Berechnungen in bestimmten Fällen günstiger.
Für eine Kolmogorow-verteilte Zufallsvariable {\displaystyle X} gilt
{\displaystyle P(X>0)=1\;.}
Die Zufallsvariable  {\displaystyle X} hat den Erwartungswert
{\displaystyle \mathbb {E} [X]={\sqrt {\frac {\pi }{2}}}\ln(2)}
und die Varianz
{\displaystyle \mathrm {Var} [X]={\frac {\pi ^{2}}{12}}-{\frac {\pi }{2}}\ln ^{2}(2)\;.}

## Anwendung
Die Kolmogorow-Verteilung wird als approximative Wahrscheinlichkeitsverteilung der Teststatistik für die Durchführung eines approximativen Kolmogorow-Smirnow-Anpassungstests verwendet, falls der Stichprobenumfang hinreichend groß ist, um die asymptotische Verteilung der Teststatistik – nämlich die Kolmogorow-Verteilung – zu verwenden. Die {\displaystyle (1-\alpha )}-Quantile der Kolmogorow-Verteilung für {\displaystyle \alpha =0.20,0.10,0.05,0.02,0.01} sind näherungsweise {\displaystyle 1.073,1.224,1.358,1.517,1.628}.
Eine Approximation der Verteilungsfunktion ergibt sich, wenn nur der erste Summand für {\displaystyle k=1} verwendet wird,
{\displaystyle K(x)\approx K^{(1)}(x)=1-2e^{-2x^{2}},\quad x>0.}
Das {\displaystyle (1-\alpha )}-Quantil {\displaystyle k_{1-\alpha }} der Kolmogorow-Verteilung ergibt sich dann näherungsweise als Lösung der Gleichung {\displaystyle \alpha =2e^{-2x^{2}}}. Dies führt zur Näherungsformel
{\displaystyle k_{1-\alpha }\approx {\sqrt {-{\frac {1}{2}}\ln \left({\frac {\alpha }{2}}\right)}}},
die zu Werten führt, die bis zur dritten Nachkommastelle mit den oben angegebenen Tabellenwerten übereinstimmen. Manchmal wird diese Formel angegeben, ohne klarzustellen, dass es sich um eine doppelte Approximation handelt. Die asymptotische Verteilung wird für endlichen Stichprobenumfang verwendet und dabei wird nur die Approximation {\displaystyle K_{1}(x)} der Kolomogorow-Verteilung verwendet. Wie der Vergleich der Funktionen {\displaystyle K} und {\displaystyle K^{(1)}} in der Abbildung zeigt, ist die Approximation {\displaystyle K^{(1)}} zur Quantilbestimmung nur für hinreichend kleine Werte von {\displaystyle \alpha }, z. B. für {\displaystyle \alpha <1/2}, anwendbar. Insbesondere ist die Approximation {\displaystyle K^{(1)}} keine Verteilungsfunktion.

## Theoretischer Hintergrund
Die reellwertigen Zufallsvariablen {\displaystyle X_{1},\dots ,X_{n}} seien stochastisch unabhängig und identisch verteilt mit der stetigen Verteilungsfunktion {\displaystyle F}.
- Dann hängt die Wahrscheinlichkeitsverteilung der Stichprobenfunktion

{\displaystyle K_{n}={\sqrt {n}}\sup _{x\in \mathbb {R} }|{\tilde {F}}_{n}(x)-F(x)|\;,}
wobei
{\displaystyle {\tilde {F}}_{n}(x):={\frac {1}{n}}\sum _{i=1}^{n}\mathbf {1} _{(-\infty ,x]}(X_{i}),\quad x\in \mathbb {R} }
die zufällige empirische Verteilungsfunktion bezeichnet, nicht von {\displaystyle F} ab. {\displaystyle K_{n}} ist also bezüglich der Klasse aller stetigen Verteilungsfunktionen eine verteilungsfreie Statistik.
- Außerdem konvergiert die Folge {\displaystyle (K_{n})_{n\in \mathbb {N} }} in Verteilung gegen die Kolmogorow-Verteilung, es gilt daher

{\displaystyle \lim _{n\to \infty }P(K_{n}\leq x)=K(x),\quad {\text{für alle }}x\in \mathbb {R} }.
{\displaystyle K_{n}} ist die Teststatistik des Kolmogorov-Smirnov-Anpassungstest für den Stichprobenumfang {\displaystyle n}. Sie heißt auch Kolmogorow-Smirnow-Statistik. Es gibt Tabellen für Quantile der Verteilung von {\displaystyle K_{n}}.
Für große Stichprobenumfänge können die Quantile der Kolmogorow-Verteilung verwendet werden. Es gibt eine Tabelle für Werte der Verteilungsfunktion der Kolomogorov-Verteilung.